# Топки

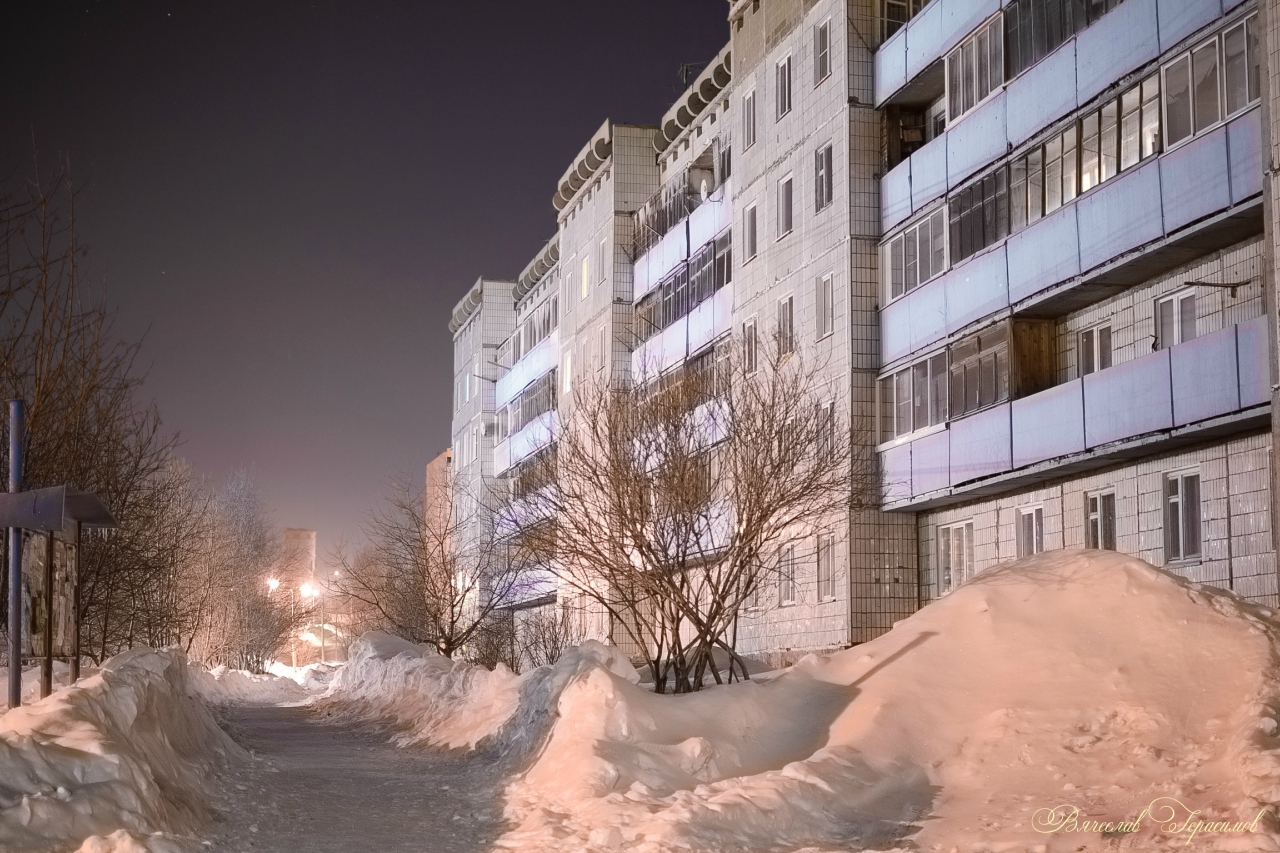
Ночной микрорайон «Солнечный»

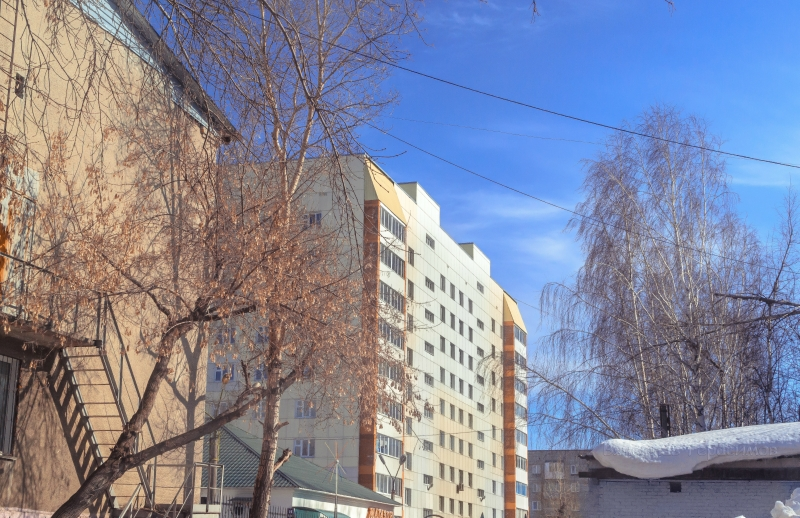
Дом на улице Луначарского

Топки́ — город (с 1933) в России, тринадцатый по численности населения и шестнадцатый по площади город в Кемеровской области. Является центром Топкинского муниципального округа. В составе Топкинского муниципального района образовывал Топкинское городское поселение. Входит в состав второй по величине в области Кемеровской агломерации.
Город областного подчинения.
В городе два микрорайона: Красная горка и Солнечный, разделены между собой улицей Чехова.
Распоряжением Правительства РФ от 29 июля 2014 года № 1398-р «Об утверждении перечня моногородов» муниципальное образование включено в категорию «Монопрофильные муниципальные образования Российской Федерации (моногорода), в которых имеются риски ухудшения социально-экономического положения».

## География
Город Топки расположен в центральной части Кемеровской области на северо-западе Кузнецкой котловины в 32 километрах к юго-западу от города Кемерово.
Отклонение от московского времени — четыре часа.
Флора и фауна
Большую часть города и района составляют обширные смешанные леса и болота.
Почва в районе плодородная и используется фермерами для выращивания культур.
В 1984 году близ пруда «Школьник» была замечена рысь. Эту информацию подтвердили коренные топкинцы. Ещё один случай был в 1997 году — рысь была замечена в районе села Топки.
В Топкинском районе присутствуют и другие хищники: волки, лисы. На территории района присутствуют крупнорогатые дикие животные: косуля, лось, олень.
Тип почвы в районе — чернозём.

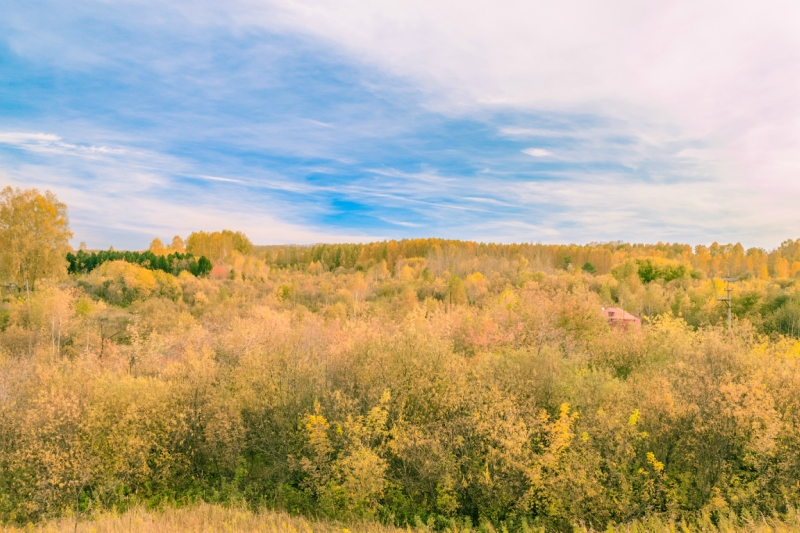
Панорама на плодопитомник

Площадь территории — 51,7 км2. Протяжённость с запада на восток — 6,5 км; с севера на юг — 4,5 км.

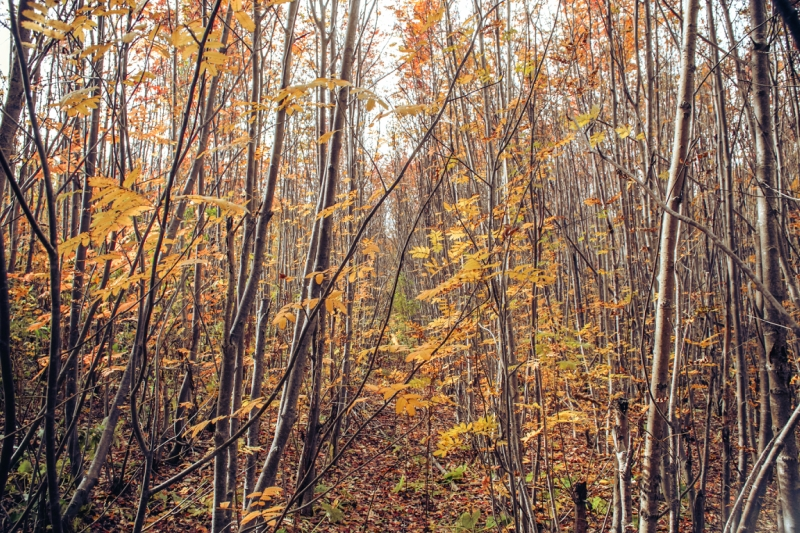
Топкинский плодопитомник

Общая площадь всех земель в пределах городской черты составляет 5,7 га. Удобные и плодородные земли пригодны для занятий огородничеством. Наблюдаемые в рельефе возвышенности обычно приурочены к известнякам, а пониженные места связаны с развитием песчаноглиняных сланцев. Известняки во многих местах подходят близко к поверхности земли, а в районе завода «Сибтензоприбор» выходят на поверхность. При проходке скважин в районе промплощадки цементного завода на глубине 40-50 метров встречены третичные глины с мощностью слоев 5-10 метров. В четырёх километрах к северу от станции Топки расположено месторождение суглинников, ценное сырьё для строительного кирпича. Мощность суглинка — от 5,4 до 10,9 метров. Всего разведанных запасов — 1311 тысяч кубических метров. В 7 км к северо-западу от станции Топки расположено Соломинское месторождение известняков, запасы составляют 90 миллионов тонн. На базе этого месторождения работает цементный завод.
Рельеф города и его окрестностей представляет собой пологоувалистую равнину, постепенно возвышающуюся на юго-восток. В ряде мест прорезана незначительными балками и оврагами. С восточной части города, местность поднимается до 300—310 метров над уровнем моря. По мере продвижения на запад высота снижается до 250—230 метров. В окрестностях города, в северо-восточном направлении, вытянуты возвышения (10-12 м) или гривы, иногда они бывают в виде широких и длинных до нескольких километров с пологими склонами возвышений. Западнее города в понижениях рельефа расположены заболоченные площади, из которых берёт начало ручей Боец. Юго-восточнее города расположена глубокая балка, по дну которой протекает небольшая речка Черемшанка.
Климат — резко континентальный, с большими перепадами температур зимой и летом. Зима снежная, ветреная, температура доходит до 40 градусов ниже нуля, летом — до 35 и выше.

## История
Историческое происхождение города идёт от станции Топки, которая основана в октябре 1914 года в период строительства Кольчугинской железной дороги.
Под посёлок возле станции был нарезан участок и отведено место под базарную площадь, где сейчас городской парк. По ближним деревням объявлено, что продаются земельные участки под усадьбы. Новое место стало быстро обживаться. В 1916 году в новом посёлке насчитывалось более 300 дворов. В этом же году в эксплуатацию сдано паровозное депо, построен вокзал. Вскоре по дороге Топки-Щеглово (Кемерово) было открыто пассажирское движение. Во второй половине января 1917 года в депо были присланы первые 23 паровоза серии «Ы» с Коломенского завода. Паровозные бригады из Юрги были переведены в Топки.
На расстоянии в один и три километра от станции располагались хутора — Вербовка, Егорьевский и Петровский (Черемшанка) Топкинского сельского совета (центр — село Топки) с населением более тысячи человек. После разукрупнения сельсовета населённые пункты Вербовка и Егорьевский отошли к станции Топки. К 1926 году в Топках уже проживало более пяти тысяч жителей, работал поссовет. Постановлением ВЦИК от 7 января 1929 года населённый пункт станция Топки был отнесён к категории рабочих посёлков. Постановлением ВЦИК от 2 марта 1932 года в черту рабочего посёлка Топки был включён и посёлок Петровский (теперь это улица Петровского).
Накануне того, как рабочий посёлок получил статус города, о станции Топки услышали далеко за её пределами. В 1931 году коллективу депо во Всесоюзном соревновании было присуждено звание «Лучшее депо СССР», а опыт работы депо получил известность по всей сети дорог. В 30-е годы в депо побывали более 100 бригад с разных предприятий, они изучали опыт топкинцев в организованных школах, возглавляемых профессором из Томска Н. И. Карташовым. В первом конкурсе спаренных бригад диплом «Лучший машинист СССР» был выдан машинисту С. В. Саликову, ещё 12 топкинцам были присуждены первые места с вручением наград. В мае 1932 года коллективу депо был вручён первый приз — знамя немецких рабочих, изготовленное в коллективе железнодорожных мастерских г. Кирхмезера, доставленное в СССР делегацией немецких рабочих. В 1933 году за победу в 3-м конкурсе коллективу депо вручена мраморная плита «За большой Кузбасс», а также знамёна НКПС и газеты «Правда». 10 апреля 1933 года вышло Постановление ВЦИК СССР о преобразовании рабочего посёлка Топки в город районного подчинения. На тот период в Топках проживало 12 212 жителей. Высокий статус предопределил дальнейший рост города Топки за счёт развития основных промышленных предприятий на железнодорожном узле и в обслуживающих отраслях производства, неуклонно росло городское население. Так, на 1 января 1939 года в городе Топки уже проживало 22 735 человек.
Указом Президиума Верховного Совета РСФСР от 1 февраля 1963 года город Топки был провозглашён городом областного подчинения.

## Население
| 1931    | 1959    | 1967    | 1970    | 1979    | 1989    | 1992    | 1996    | 1998    |
| ------- | ------- | ------- | ------- | ------- | ------- | ------- | ------- | ------- |
| 11 900  | ↗26 971 | ↗28 000 | ↗28 914 | ↗30 983 | ↗33 574 | ↗34 100 | ↘34 000 | ↘33 500 |
| 2000    | 2001    | 2002    | 2003    | 2005    | 2006    | 2007    | 2008    | 2009    |
| ↘33 200 | ↘33 000 | ↘31 004 | ↘31 000 | ↘30 800 | ↘30 700 | ↘30 500 | ↗30 600 | ↗30 630 |
| 2010    | 2011    | 2012    | 2013    | 2014    | 2015    | 2016    | 2017    | 2018    |
| ↘28 641 | ↘28 571 | ↘28 421 | ↘28 217 | ↘28 044 | ↗28 129 | ↗28 144 | ↘27 963 | ↘27 860 |
| 2019    | 2020    | 2021    | 2023    | 2025    |         |         |         |         |
| ↘27 639 | ↗27 779 | ↘27 158 | ↘26 861 | ↘26 648 |         |         |         |         |

На 1 января 2025 года по численности населения город находился на 540-м месте из 1124 городов Российской Федерации.
Национальный состав
По переписи на 12 января 1989 года:
- русские — 92,7,
- немцы — 1,7,
- украинцы — 1,8,
- белорусы — 1,3,

На русском языке общаются 99,2 % жителей города.
Остальные языки: немецкий, украинский, белорусский, чувашский.
Демография
Возрастная структура (на 1.01.2001 года):
- моложе трудоспособного — 19,3,
- в трудоспособном — 60,7,
- старше трудоспособного — 20,0.

Уровень образования населения (по переписи на 12 января 1989 года):
удельный вес в численности населения города (в возрасте 15 лет и
старше), %
- лиц с высшим профессиональным образованием — 5,4,
- лиц со средним профессиональным образованием — 21,3.

## Экономика
Количество предприятий, объединений, их филиалов и других обособленных подразделений, зарегистрированных на территории города, на 1.01.2002 г. (по данным Единого государственного регистра предприятий и организаций всех форм собственности и хозяйствования) составило 400 единиц.

### Промышленность
Город Топки — это большая узловая станция, через неё идут грузы на восток в сторону города Кемерово, на юг в сторону города Новокузнецка, на север в сторону транссибирской Магистрали. Через железнодорожную станцию Топки проходит 12 поездов, в том числе пассажирских — 6, пригородных — 6. каждые сутки проходят сотни пассажирских и товарных составов, перевозящих металл, уголь, строительные материалы, товары народного потребления и др.
Градообразующим предприятием города является ООО «Топкинский цемент», производительностью в год до 3 миллионов тонн цемента. 

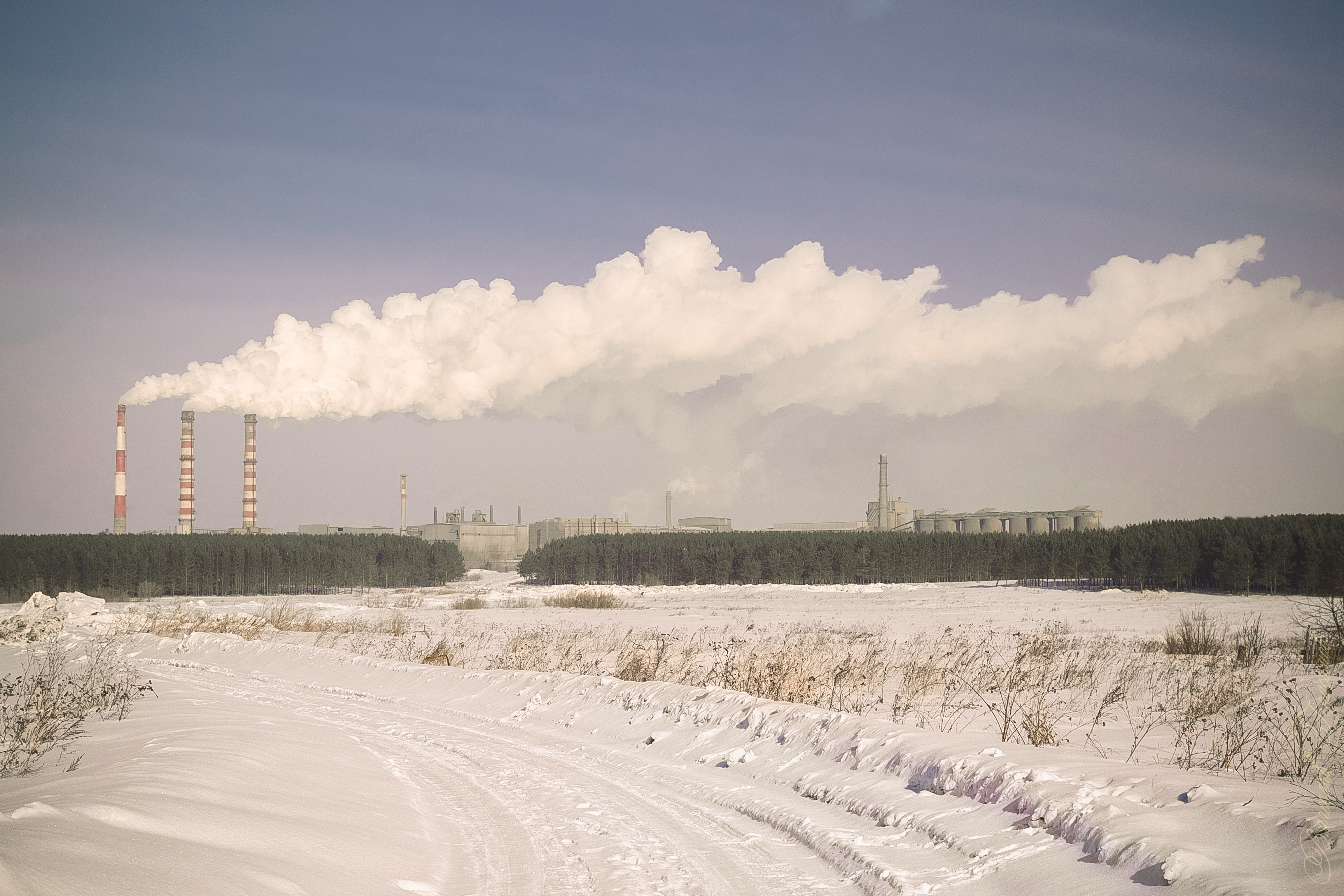
Трубы топкинского цемзавода

Начало строительства завода — 1953 год. Цемент стал выдавать с 1966 года, этот год является годом рождения Топкинского цемзавода. Завод превратил поселение в настоящий город — построен ДК цементников, ДТДиМ, техникум, жилые микрорайоны, школы, детские сады и другие объекты. В г. Топки начато эффективное формирование современной инфраструктуры торговли и услуг.
В городе Топки находится производственный комплекс компании ООО «Подорожник» (сеть быстрого питания, работающая в ряде сибирских регионов).
Развивается сетевой метод организации торговли. Продовольственный сегмент рынка расширяется за счёт открытия торговых комплексов, расположенных в радиусе территории пешеходной доступности населения и торгующих широким ассортиментом продовольственных товаров, ориентированных на покупателей со средним достатком (магазины: «Мария-Ра», «Магнит», «Пятерочка»). Получают развитие торговые комплексы, в которых под одной крышей размещаются офисные помещения, развлекательные центры, объекты торговли, общественного питания и сферы услуг.

### Транспорт
Междугородные рейсы обеспечивают службы железнодорожного и автовокзала, внутригородские пассажироперевозки осуществляются по 6 автобусным маршрутам. 

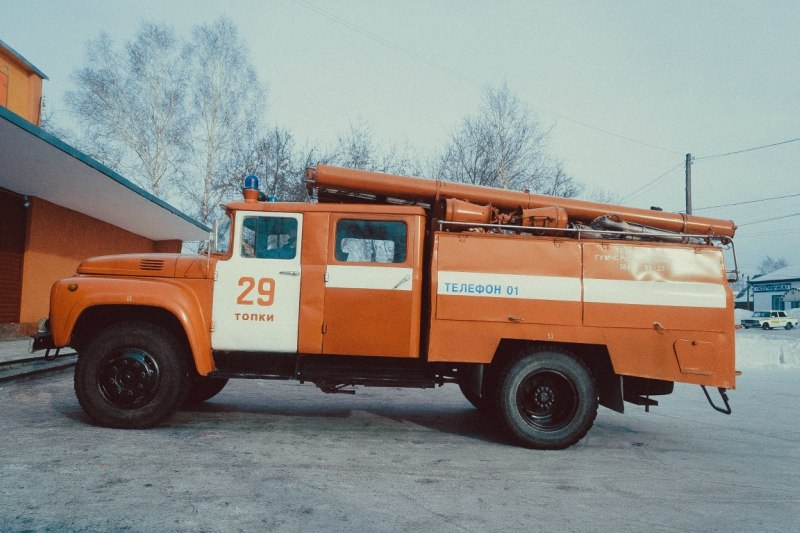
Автомашина пожарной части г. Топки

- Автостанция. Открыты 25 марта 1973 года[28]

## Социальная сфера
В городе действовал филиал Кемеровского колледжа строительства и эксплуатации зданий и инженерных сооружений, 1 учреждение начального
профессионального образования (подготовка кадров для сельского хозяйства, железнодорожного транспорта, торговли и общественного
питания, сферы обслуживания), 8 государственных дневных общеобразовательных школ и одна вечерняя. В 2013 году здание было занято под администрацию района.
Основу культурного потенциала города составляют исторический музей, 2 библиотеки с книжным фондом 32 тыс. экземпляров, 2 учреждения культурно-досугового типа. На развитие творческих способностей детей и подростков направлена деятельность школы искусств и художественной школы. Действуют учреждения дополнительного образования детей: Дом творчества, детско-юношеский клуб физической подготовки, негосударственная школа иностранных языков.
В городе насчитывается 43 клубных формирования. Функционируют 26 спортивных сооружений, среди которых стадион, плавательный бассейн, 6 спортивных залов.
Из санаторно-оздоровительных и учреждений отдыха действует санаторий-профилакторий «Кристалл».
В городе есть туристическая база «Лесная», около которой располагается пруд (на топкинском сленге «городской пруд»), где летом топкинцы отдыхают (имеется пляж) и проводят разнообразные спортивные мероприятия. Зимой «лесная» база становится «лыжной».
На территории города Топки действуют Никольский Храм и Храм Сергия Радонежского, рассчитанный на 400 прихожан.

## Образование
- Средняя общеобразовательная школа № 1
- Средняя общеобразовательная школа № 2
- Средняя общеобразовательная школа № 4
- Средняя общеобразовательная школа № 6
- Средняя общеобразовательная школа № 8
- Топкинский технический техникум

## Радио
- 102,3 Маяк (радиостанция)
- 106,7 Наше Радио
- 65,93 КузбассFM (радиостанция)

## Достопримечательности
- Мемориал славы «Русская пиета» воинам-топкинцам,
- Железнодорожный вокзал (год постройки — 1914).

Город имеет одну центральную площадь возле ж/д вокзала — Комсомольскую. Ранее улицы имели с одной стороны деревянные тротуары, под которыми устроены канавы для стока воды (это улицы Привокзальная, Вокзальная, Революции, Пролетарская). В настоящее время с улиц исчезли тротуары, многие улицы забетонированы, обсыпаны гравием, город стал чище, болотистая почва отступила. В городе 82 улицы.